# The Game (filme)
The Game (Brasil: Vidas em Jogo / Portugal: O Jogo) é um filme de ação, mistério e suspense estadunidense de 1997 dirigido por David Fincher, produzido por Ceán Chaffin e Steve Golin pelas empresas Propaganda Films e PolyGram Filmed Entertainment e estrelado por Michael Douglas, Sean Penn, James Rebhorn e Deborah Kara Unger. Conta a história de um rico banqueiro de investimentos que recebe um presente misterioso de seu irmão—a participação em um jogo que se integra de maneiras estranhas em sua vida cotidiana. À medida que as linhas entre a vida real do banqueiro e o jogo se tornam mais incertas, sinais de uma grande conspiração se tornam aparentes.
The Game foi bem recebido por críticos como Roger Ebert e por periódicos importantes como The New York Times, mas teve um retorno de bilheteria mediano em comparação com seu orçamento de US$70 milhões e o sucesso do filme anterior de Fincher, Seven (1995).

## Sinopse
Nicholas Van Orton, um rico banqueiro de investimentos, está afastado de sua ex-mulher e de seu irmão mais novo, Conrad. Ele é assombrado por ter visto seu pai cometer suicídio em seu aniversário de 48 anos. Para o aniversário de 48 anos de Nicholas, Conrad presenteia Nicholas com um presente incomum—um voucher para um jogo oferecido por uma empresa chamada Consumer Recreation Services (CRS). Conrad promete que isso mudará sua vida.
Nicholas tem dúvidas sobre o CRS, mas ele conhece outros banqueiros que gostaram do jogo. Ele vai aos escritórios do CRS para se inscrever e fica irritado com a longa e demorada série de exames psicológicos e físicos exigidos. Posteriormente, ele é informado de que seu pedido foi rejeitado. Logo Nicholas começa a acreditar que seu negócio, reputação, finanças e segurança estão em risco. Ele encontra uma garçonete, Christine, que parece ter sido ameaçada pelo jogo. Nicholas contata a polícia, mas eles encontram os escritórios do CRS abandonados.
Eventualmente, Conrad aparece na casa de Nicholas e se desculpa, alegando que ele foi atacado pelo CRS. Sem ninguém a quem recorrer, Nicholas encontra a casa de Christine. Ele descobre que ela é funcionária da CRS e seu apartamento é falso. Christine diz que eles estão sendo vigiados. Nicholas ataca uma câmera, e o pessoal armado do CRS enxameia a casa e atira contra eles. Nicholas e Christine fogem. Christine diz a ele que o CRS esgotou suas contas bancárias usando testes psicológicos para adivinhar suas senhas. Em pânico, Nicholas liga para seu banco, fornece um código de verificação e é informado de que seu saldo é zero. Ele percebe que ela o drogou. Quando ele perde a consciência, ela admite que faz parte do esquema e ele comete um erro fatal ao dizer seu código de verificação.
Nicholas acorda sepultado vivo em um cemitério no México. Ele vende seu relógio de ouro para voltar aos Estados Unidos, onde encontra sua mansão hipotecada e a maioria de seus bens removidos. Ele é informado de que Conrad foi internado em uma instituição para doentes mentais devido a um colapso nervoso. Ele recupera uma arma escondida e busca a ajuda de sua ex-mulher. Enquanto conversava com ela e se desculpava por sua negligência, ele descobre que Jim Feingold, o funcionário da CRS que conduziu seus testes, é um ator que trabalha em anúncios de televisão. Ele localiza Feingold e o força a encontrar o verdadeiro escritório da CRS. Ele faz Christine como refém e exige ser levado ao chefe do CRS. Atacado por guardas do CRS, Nicholas leva Christine para o telhado e tranca a porta. Os guardas começam a abrir caminho pela porta. Christine percebe que a arma de Nicholas não é um objeto e fica apavorada. Ela freneticamente diz a ele que isso faz parte do jogo, que suas finanças estão intactas e que sua família e amigos estão esperando do outro lado da porta. Ele se recusa a acreditar nela.
A porta se abre de repente e Nicholas atira na primeira pessoa a sair—Conrad, segurando uma garrafa de champanhe aberta. Devastado por matar acidentalmente Conrad, Nicholas salta do telhado, mas cai em uma almofada de ar gigante. Ele é saudado por Conrad, que está vivo, e o resto das pessoas do jogo; tudo foi encenado. Conrad diz a ele que este é seu presente de aniversário e que ele o arranjou para ajudar Nicholas a se tornar uma pessoa melhor e abraçar a vida. Depois de uma festa de aniversário com amigos, Christine recusa a oferta de Nicholas para um encontro, pois ela tem outro emprego na Austrália. Ela se oferece para tomar um café com ele no aeroporto.

## Elenco
- Michael Douglas como Nicholas van Orton
- Sean Penn como Conrad van Orton
- James Rebhorn como Jim Feingold
- Deborah Kara Unger como Christine/Claire
- Peter Donat como Samuel Sutherland
- Carroll Baker como Ilsa
- Armin Mueller-Stahl como Anson Baer
- Anna Katarina como Elizabeth
- Charles Martinet como pai de Nicholas
- Mark Boone Junior como invesstigador privado Shady
- Tommy Flanagan como advogado/motorista de táxi
- Spike Jonze como Airbag EMT Beltran
- Linda Manz como Amy
- Daniel Schorr como ele mesmo (apresentador de televisão)

## Produção

### Desenvolvimento
The Game começou como um roteiro específico, escrito por John Brancato e Michael Ferris em 1991. Foi vendido naquele ano para Metro-Goldwyn-Mayer, que colocou o projeto em marcha à ré, onde foi comprado pela Propaganda Films. O diretor Jonathan Mostow foi originalmente vinculado ao projeto com Kyle MacLachlan e Bridget Fonda no elenco dos papéis principais. A fotografia principal deveria começar em fevereiro de 1993, mas no início de 1992, o projeto foi transferido para a PolyGram Filmed Entertainment. Mostow não era mais o diretor do filme, mas, em vez disso, tornou-se um produtor executivo. Produtor Steve Golin comprou o roteiro da MGM e deu a David Fincher na esperança de que ele o dirigisse. Fincher gostou das várias reviravoltas na história, mas trouxe Andrew Kevin Walker, que havia trabalhado com ele em Seven, para tornar o personagem de Nicholas mais cínico por natureza. Fincher e Walker passaram seis semanas mudando o tom e tentando fazer a história funcionar. De acordo com David Fincher, houve três influências principais em The Game. O personagem de Michael Douglas era um "Scrooge elegante e bonito, atraído para uma situação Missão Impossível com um esteróide injetado na coxa de The Sting". Ele disse em uma entrevista que seu filme difere de outros desse tipo porque "os filmes costumam fazer um pacto com o público que diz: vamos jogar com franqueza. O que mostramos a você vai somar. Mas não fazemos isso. Nesse sentido, é sobre filmes e como os filmes distribuem informações". Além disso, Fincher disse que o filme é sobre "perda de controle. O objetivo do The Game é levar o seu maior medo, colocá-lo esta perto de seu rosto e dizer: 'Não, você ainda está vivo. É tudo certo.'" Mais revisões foram feitas no roteiro, incluindo a remoção de uma cena em que Nicholas mata Christine e depois comete suicídio, porque Fincher sentiu que isso não fazia sentido. Em 1996, Larry Gross e Walker foram trazidos para fazer novas revisões no roteiro.

### Elenco
Fincher pretendia fazer The Game antes de Seven, mas quando Brad Pitt se tornou disponível para Seven, o projeto se tornou a principal prioridade. O sucesso de Seven ajudou os produtores de The Game a conseguirem o maior orçamento que desejavam. Então, eles abordaram Michael Douglas para estrelar o filme. Ele hesitou no início devido a preocupações de que a PolyGram não fosse uma empresa grande o suficiente para distribuir o filme. No entanto, uma vez a bordo, a presença de Douglas ajudou a colocar o filme em produção. No Festival de Cinema de Cannes de 1996, a PolyGram anunciou que Jodie Foster estaria estrelando o filme com Douglas. No entanto, Fincher estava desconfortável em colocar uma estrela de cinema de sua estatura em um papel coadjuvante. Depois de falar com ela, ele considerou reescrever Conrad como filha de Nicholas para que Foster pudesse desempenhar esse papel. No entanto, Douglas não gostou da ideia e pediu que a personagem fosse sua irmã, o que Foster achou peculiar já que Douglas é quase 20 anos mais velho e também apareceu com ela em Napoleão and Samantha, quando Foster tinha 9 anos e Douglas tinha 28 anos. Devido a diferenças de opinião e também conflitos de agendamento com Contact de Robert Zemeckis, Foster não pôde aparecer no filme. Assim que ela saiu, o papel de Conrad foi oferecido a Jeff Bridges, mas ele recusou e Sean Penn foi escalado em seu lugar. Mais tarde, Foster alegou que ela e PolyGram tinham concordado verbalmente que ela iria aparecer no filme e quando isso não ocorreu, ela entrou com um processo de US$54.5 milhões, contra a empresa. A audição de Deborah Kara Unger para o papel de Christine foi um rolo de teste que consistia em uma cena de sexo de dois minutos de Crash de David Cronenberg. Douglas achou que era uma piada, mas quando ele e Fincher a conheceram pessoalmente, ficaram impressionados com sua atuação.

### Filmagens
A fotografia principal começou em locações em São Francisco, apesar da pressão do estúdio para filmar em Los Angeles, que era mais barato. Fincher também considerou filmar em Chicago e Seattle, mas o primeiro não tinha mansões próximas e o último não tinha um distrito financeiro adequado. O roteiro foi escrito com São Francisco em mente e ele gostou do "dinheiro antigo, vibração de Wall Street" do distrito financeiro. Porém, aquela área da cidade era muito movimentada e difícil de se locomover. A produção rodava nos finais de semana para ter mais controle. Fincher utilizou antigos edifícios de pedra, pequenas ruas e colinas da cidade para representar o sistema de classes de forma pictórica. Para transmitir o velho mundo do dinheiro, ele montou muitas cenas em restaurantes com painéis de madeira e couro vermelho. Algumas das locações usadas no filme incluem Golden Gate Park, o Presídio de São Francisco e a histórica Mansão Filoli, 25 milhas ao sul de São Francisco em Woodside, Califórnia, que substituiu a mansão Van Orton.
Para a aparência visual do estilo de vida rico de Nicholas, Fincher e o diretor de fotografia do filme Harris Savides queriam uma sensação "rica e flexível" e pegaram referências de filmes como O Poderoso Chefão, que apresentava locais visualmente atraentes com intenções sinistras espreitando sob a superfície. De acordo com Fincher, uma vez que Nicholas deixasse seu mundo protetor, ele e Savides deixariam lâmpadas fluorescentes, sinais de néon e outras luzes de fundo serem superexpostas para deixar "as coisas ficarem um pouco mais selvagens no mundo real". Para The Game, Fincher empregou um processo Technicolor de impressão conhecido como ENR que conferiu um visual mais suave às sequências noturnas. O desafio para ele era quanta decepção o público poderia aguentar e "Será que eles vão por 45 minutos de pistas falsas?" Para tanto, ele tentou encenar as cenas da forma mais simples possível e usar uma única câmera porque "com várias câmeras, você corre o risco de entediar as pessoas com cobertura".
A cena em que o táxi de Nicholas entra na baía de São Francisco foi filmada perto do Embarcadero, com o close-up de Douglas preso no banco de trás filmado em um estúdio no Sony Pictures Studios em um grande tanque de água. O ator estava em um pequeno compartimento projetado para se parecer com o banco traseiro de um táxi, com três câmeras capturando a ação.  A fotografia principal durou 100 dias, com muitas filmagens feitas à noite em vários locais.

## Lançamento
The Game foi lançado em 12 de setembro de 1997 em 2.403 cinemas, arrecadando $14.3 milhões durante o fim de semana de estreia. Em seguida, fez $48.3 milhões na América do Norte e $61.1 milhões no resto do mundo, para um total mundial de $109.4 milhões.
Em 18 de setembro de 2012, The Criterion Collection lançou The Game em DVD e Blu-ray, tornando-se a espinha dorsal da coleção. Eles haviam originalmente lançado o filme no Laserdisc em 1997.

## Recepção

### Resposta crítica
A revisão do site Rotten Tomatoes relata um índice de aprovação de 76% com base em 62 avaliações, com uma classificação média de 7.4/10. O consenso dos críticos do site diz: "O final poderia ser um pouco trabalhoso, mas, fora isso, é outro excelente exemplo do controle de ferro de David Fincher sobre a atmosfera e a narrativa." Metacritic dá ao filme uma pontuação média ponderada de 61 em 100 com base nas análises de 19 críticos, indicando "análises geralmente favoráveis". O público entrevistado pela CinemaScore deu ao filme uma nota média de "B–" em uma escala de A + a F.
Roger Ebert deu ao filme três estrelas e meia em quatro, elogiando Douglas como "o ator certo para o papel. Ele pode interpretar de forma inteligente, pode ser frio e pode interpretar com raiva. Ele também é sutil o suficiente para nunca chegar a um platô emocional antes do filme, e nunca exagerar no processo de sua mudança interior". Em sua crítica para o The New York Times, Janet Maslin escreveu: "O Sr. Fincher, como Michael Douglas no papel principal do filme, mostra verdadeira sutileza em representar a paranóia desses tempos".
Richard Corliss, da revista Time, escreveu: "O estilo de Fincher é tão opressor e a confusão de Douglas é tão cautelosa que por um tempo o filme relembra excursões mais inteligentes à paranóia heróica (The Parallax View, Total Recall)". Em sua crítica para o The Washington Post, Desson Howe escreveu: "É estereotipado, mas tenso. É previsível, mas cheio de surpresas. O quão longe você chega neste conto de suspense antes de desistir e uivar é um problema de gosto pessoal. Mas há muito prazer nos intrincados esquemas de cores de Fincher, seu rico senso de decoração, sua capacidade de sustentar o suspense por longos períodos de tempo e seu senso de humor". Entertainment Weekly deu ao filme uma classificação "B+" e Owen Gleiberman escreveu: "Emocionalmente, não há muito em jogo em The Game—Nicholas Van Orton pode ser salvo?!—mas Douglas é o ator perfeito para ocupar o centro de um thriller louco de Rube Goldberg. O filme tem a inteligência de brincar com suas próprias manipulações, mesmo quando as explora para obter o máximo impacto na polpa”.
Em sua crítica para o San Francisco Chronicle, Mick LaSalle escreveu: "Às vezes, The Game é frustrante de assistir, mas isso é apenas uma medida de quão bem Fincher consegue nos colocar no lugar de seu herói". No entanto, Peter Travers da revista Rolling Stone sentiu que "o esforço de Fincher para encobrir as lacunas da trama é ainda mais perceptível por estar tenso ... The Game tem um lado radiante e redentor que não convém a Fincher e atende mal ao público que compartilha sua antiga afinidade por pontas soltas assustadoramente deixadas desamarradas".

### Retrospecto
Em retrospecto, Michael Douglas disse:
Acho que o que mais me orgulho é que é um dos poucos filmes que você não consegue adivinhar o final. É por isso que sou um grande fã de esportes, com esportes você nunca consegue adivinhar o que vai acontecer. A maioria dos filmes você chega na metade e pode meio que adivinhar o final. The Game você nunca poderia descobrir qual seria o final. David Fincher é um cineasta muito talentoso. Foi uma filmagem extremamente difícil, muito longa, muitas noites. Achei que era um filme muito bem feito, muito imprevisível e ouço esse filme quando falo sobre filmes que fiz e que as pessoas gostaram muito.
David Fincher admitiu mais tarde em entrevistas que não estava orgulhoso do filme, explicando sua relação de trabalho com sua esposa, a produtora de longa data Ceán Chaffin, o cineasta disse que pega no cérebro dela, e que muitas vezes eles discordam:
Ela foi extremamente vociferante, por exemplo, quando disse: "Não faça The Game" e, em retrospecto, minha esposa estava certa. Não descobrimos o terceiro ato, e foi minha culpa, porque pensei que se você pudesse apenas manter o pé no acelerador, seria libertador e engraçado.

### Avaliação literária
Nas notas do filme da edição Criterion, o diretor foi referido como incorporando elementos dos escritos retirados de Franz Kafka, afirmando:
Ecos de Franz Kafka são difíceis de ignorar na situação de Nicholas—como Josef K. em O Processo, ele é pego em uma série de provações sem sentido controladas por pessoas sem rosto que ele não consegue entender—e os espectadores também podem pensar em Thomas Pynchon quando começa a parecer que a conspiração contra Nicholas inclui todos na história, exceto ele. O próprio Fincher descreveu The Game como uma versão pós-moderna de A Christmas Carol, com Nicholas como um avarento emocional parecido com o de Scrooge que recupera sua alma depois de passar por um turbilhão de encontros que mudam sua vida.

### Premiações
Uma sequência do filme considerado o mais excitante foi classificado em No. 44 na lista dos 100 momentos mais assustadores do cinema do canal Bravo.